# Hôpital de Peijas
L'hôpital de Peijas (finnois : Peijaksen sairaala) est un hôpital situé dans le quartier de Asola à Vantaa en Finlande.

## Présentation
L'hôpital de Peijas est un hôpital du district hospitalier d'Helsinki et de l'Uusimaa (HUS).
Depuis 2001, l'hôpital de Peijas fait partie du domaine du centre hospitalier universitaire d'Helsinki.
La première phase de construction, conçue par l'architecte Pekka Terävä, a été achevée en 1990 et la deuxième phase a été achevée en 1993. La troisième phase de l'hôpital, conçue sous la direction de l'architecte Pekka Koivula, a été mise en œuvre en 2005–2007. L'expansion a apporté un tiers, soit 16 500 m2 d'espace supplémentaire.
Dans le cadre de l'agrandissement, l'hôpital s'est doté, entre autres, d'une chapelle,.
Les services de l'hôpital comptent 267 lits, en plus il y a 50 places psychiatriques et 16 places à Kerava.
L'hôpital de Peijas emploie 1 450 personnes.
L'hôpital a, entre autres, des départements de chirurgie et de médecine interne.

## Accès
L'hôpital de Peijas est bien desservi par les transports en commun.
Plusieurs lignes de bus au sein de Vantaa la traversent, ainsi que des lignes en provenance d'Helsinki, Kerava et Tuusula.
De plus, la gare de Rekola et la gare de Koivukylä sont accessibles à pied.
Les itinéraires des lignes de transport public suivantes passent par l'hôpital de Peijas:
- Autobus : 574, 587, 623 et 735
- Train : K